# Koumba Larroque
Koumba Selene Fanta Larroque (* 22. August 1998 in Arpajon, Essonne) ist eine französische Ringerin. Sie wurde 2018 Vizeweltmeisterin in der Gewichtsklasse bis 68 kg Körpergewicht.

## Werdegang
Koumba Larroque begann im Alter von neun Jahren mit dem Ringen. Sie trat dazu einem Ringerclub in Sainte-Geneviève-des-Bois (Essonne), das am Nordrand von Paris liegt, bei. Nachdem sie erste Erfolge bei den Juniorinnen erzielt hatte, wurde 2014 Nodar Bochaschwili ihr Trainer. Sie wechselte dann zum Sportclub Bagnolet Lutte 93. Nach ihrer Aufnahme in den französischen National-Kader wurde sie zusätzlich von Thierry Bourdin trainiert. Mit der französischen Nationalmannschaft der Ringerinnen trainiert sie seitdem auch häufig im Trainingszentrum des französischen Ringer-Verbandes in Font Romeu.
Koumba Larroque absolvierte eine Ausbildung zur Physiotherapeutin, widmet sich aber z. Zt. fast ausschließlich dem Ringen.
Im Juni 2013 wurde sie erstmals bei einer internationalen Meisterschaft, der Junioren-Europameisterschaft (Altersgruppe Cadets) in Bar, Makedonien, in der Gewichtsklasse bis 56 kg eingesetzt. Sie belegte dabei den 8. Platz. Bei ihren nächsten Starts bei internationalen Juniorenmeisterschaften erreichte sie mehrere Podiumsplatzierungen. Im Mai 2014 gewann sie bei der Junioren-Europameisterschaft (Cadets) in Samokow in der Gewichtsklasse bis 60 kg hinter Grace Bullen aus Norwegen die Silbermedaille, bei der Junioren-Weltmeisterschaft (Cadets) 2014 in Snina, Slowakei, belegte sie in der gleichen Gewichtsklasse, wiederum hinter Grace Bullen, erneut den 2. Platz; und schließlich gewann sie im August 2014 in Nanjing bei den 2. Olympischen Jugend-Spielen die Bronzemedaille.
Nachdem sie im Juni 2016 bei der Junioren-Europameisterschaft in der Altersgruppe „Juniors“ in Istanbul in der Gewichtsklasse bis 63 kg den 5. Platz erreicht hatte, wurde sie im August 2015 zunächst Siegerin bei der Junioren-Europameisterschaft (Cadets) in Subotica und noch im gleichen Monat auch Siegerin bei der Junioren-Weltmeisterschaft (Cadets) in Sarajewo, beide Male in der Gewichtsklasse bis 65 kg Körpergewicht.
Im April 2016 versuchte die damals knapp Achtzehnjährige sich für die Olympischen Spiele in Rio de Janeiro zu qualifizieren. Sie belegte dabei bei den Qualifikations-Turnieren in Ulaan-Baatar und in Istanbul in der Gewichtsklasse bis 63 kg jeweils den 3. Platz, womit sie beide Male die Qualifikations-Kriterien um einen Platz verpasste. Als Trostpflaster für die verpasste Olympiaqualifikation holte sich Koumba Larroque im Juni 2016 in Bukarest in der Altersgruppe „Juniors“ in der Gewichtsklasse vor Elis Manolowa, Bulgarien, den Europameistertitel und zwei Monate später in Macon in der gleichen Altersgruppe und Gewichtsklasse auch den Weltmeistertitel. Im Finale bezwang sie in Macon Han Yue aus China.
Im Januar 2017 startete Koumba Larroque beim renommierten Klippen-Cup erstmals bei einem wichtigen Wettbewerb bei den Frauen. Sie bezwang dort in der Gewichtsklasse bis 69 kg die schwedische Ex-Weltmeisterin Jenny Fransson. Danach startete sie 2017 noch bei insgesamt fünf internationalen Meisterschaften und gewann dabei drei Titel und belegte zweimal den 3. Platz. Im März 2017 wurde sie in Szombathely U 23-Europameisterin in der Gewichtsklasse bis 69 kg vor Martina Kuenz, Österreich. Im Mai 2017 verlor sie bei der Europameisterschaft der Frauen in Novi Sad in der gleichen Gewichtsklasse gegen Anastasia Bratschikowa aus Russland, sicherte sich aber danach mit Siegen über Sofia Christowa Georgiewa aus Bulgarien und Elis Manolowa eine Bronzemedaille. 2017 wurde sie in Dortmund Junioren-Europameisterin in der Altersgruppe „Juniors“ vor Denise Makota Ström aus Schweden. Bei der Weltmeisterschaft der Frauen in Paris verlor sie ihren ersten Kampf gegen die Olympiasiegerin Sara Dosho aus Japan, besiegte danach aber Anastasia Bratschikow und Martina Kuenz und gewann auch hier eine Bronzemedaille. Im November 2017 wurde Koumba Larroque in Bydgoszcz schließlich auch noch U 23-Weltmeisterin in der Gewichtsklasse bis 69 kg. Im Finale besiegte sie dabei Naruha Matsuyuki aus Japan.
Auch 2018 startete Koumba Larroque wieder sehr erfolgreich bei fünf internationalen Meisterschaften. Im Mai 2018 nahm sie an der Europameisterschaft der Frauen im russischen Kaspiisk in der Gewichtsklasse bis 68 kg teil. Sie besiegte dort Monika Ewa Michalik aus Polen und Buse Tosun aus der Türkei und unterlag erst im Finale gegen Anastasia Bratschikow, womit sie Vizeeuropameisterin wurde. Noch im gleichen Monat wurde sie in Moskau in der Gewichtsklasse bis 72 kg Militär-Weltmeisterin. Im Juni 2018 wurde sie in Istanbul erneut U 23-Europameisterin in der gleichen Gewichtsklasse. Im Finale besiegte sie dabei Anastasia Zimiankowa aus Belarus. Im September 2018 wurde Koumba Larroque in Trnava abermals Junioren-Weltmeisterin in der Gewichtsklasse bis 72 kg. Zu Weltmeisterschaft der Frauen in Budapest, die im Oktober 2018 stattfand, trainierte sie in die Gewichtsklasse bis 68 kg ab. Sie siegte in Budapest über Jang Eun-sil, Korea, Navjot Kaur, Indien, Olivia Grace Di Bacco, Italien und Tamyra Mariama Mensah-Stock aus den Vereinigten Staaten, ehe sie im Finale gegen Alla Tscherkassowa aus der Ukraine unterlag.
Im November 2018 wurde Koumba Larroque auch französische Meisterin in der Gewichtsklasse bis 76 kg. Im Finale siegte sie dabei über Cynthia Vanessa Vescan.
Im September 2019 startete sie bei der Weltmeisterschaft in Nur-Sultan (Kasachstan) in der Gewichtsklasse bis 68 kg. Nach einem Sieg über Ambar Garnica Flores aus Mexiko verlor sie in ihrem nächsten Kampf gegen Jenny Fransson aus Schweden. Bei Jenny Fransson wurde danach bei einer Trainingskontrolle festgestellt, dass sie gedopt war. Eine endgültige Entscheidung über diesen Dopingfall ist bisher aber noch nicht gefallen. Jenny Fransson wurde in Nur-Sultan Vizeweltmeisterin, so dass Koumba Larroque in der Trostrunde weiterringen konnte. Sie verlor dort ihren Kampf gegen Battsetseg Soronzonbaold aus der Mongolei, womit sie ausschied und den 10. Platz belegte.
Bei den Militär-Weltspielen in Wuhan startete Koumba Larroque in der Gewichtsklasse bis 76 kg. Sie gewann dort gegen Randyll Beltz aus den Vereinigten Staaten und verlor ihren nächsten Kampf gegen Alla Bellingskaya aus der Ukraine. Sie schied danach aus und kam auf den 7. Platz.
Im Januar 2020 trat Koumba Larroque beim „Matteo-Pellicone“-Turnier in Rom wieder in der olympischen Gewichtsklasse bis 68 kg an. Nach einem Sieg über Jauhenija Andreitschikawa, Belarus verlor sie in der nächsten Runde gegen die amtierende Weltmeisterin in dieser Gewichtsklasse Tamyra Mensah-Stock aus den Vereinigten Staaten. Sie konnte aber in der Trostrunde weiterringen, verlor allerdings dort gleich ihren ersten Kampf gegen Blessing Oborududu aus Nigeria und belegte deshalb nur den 9. Platz.

## Internationale Erfolge
| Jahr | Platz | Wettbewerb                                   | Gewichtsklasse | Ergebnisse |
| 2013 | 8.    | Junioren-EM (Cadets) in Bar, Makedonien      | bis 56 kg      | Siegerin: Grace Bullen, Norwegen, vor Alexandra Wolczynska, Polen |
| 2014 | 2.    | Junioren-EM (Cadets) in Samokow              | bis 60 kg      | hinter Grace Bullen, vor Angelina Lysak, Ukraine und Viviane Herda, Deutschland                                                                                                 |
| 2014 | 2.    | Junioren-WM (Cadets) in Snina, Slowakei      | bis 60 kg      | hinter Grace Bullen, vor Yukako Kawai, Japan und Angelina Lysak |
| 2014 | 3.    | Olympische Jugend-Spiele in Nanjing          | bis 60 kg      | nach einem Sieg über Noelle Mbouma Mandro, Kongo, einer Niederlage gegen Grace Bullen und Siegen über Anil Mane Reshma, Indien und Sandy Yalixa Parra, Kolumbien                |
| 2015 | 5.    | Junioren-EM (Juniors) in Istanbul            | bis 63 kg      | Siegerin: Ljubow Owtscharowa, Russland vor Buse Tosun, Türkei |
| 2015 | 1.    | Junioren-EM (Cadets) in Subotica             | bis 65 kg      | vor Ewelina Veronika Ciunek, Polen, Jekaterina Tschermuschina, Russland und Ewgenia Andreitschenko, Belarus                                                                     |
| 2015 | 1.    | Junioren-WM (Cadets) in Sarajevo             | bis 65 kg      | vor Chanun Veliewa, Russland, Shiho Tanaka, Japan und Kayle Marano, USA |
| 2016 | 3.    | Großer Preis von Paris                       | bis 63 kg      | hinter Maria Mamatschuk, Belarus und Monika Ewa Michalik, Polen |
| 2016 | 3.    | Olympiaqualifikationsturnier in Ulaan-Baatar | bis 63 kg      | hinter Hafize Sahin, Türkei und Marianna Sastin, Ungarn, gemeinsam mit Marianna Sastin                                                                                          |
| 2016 | 3.    | Olympiaqualifikationsturnier in Istanbul     | bis 63 kg      | hinter Monika Ewa Nichalik und Henna Johansson, Schweden, gemeinsam mit Nathaly Josefina Griman Herrera, Venezuela                                                              |
| 2016 | 2.    | Torneo Citta a Sassari                       | bis 69 kg      | hinter Nasanburmaa Ochirbat, Mongolei, vor Olivia Grace Di Bacco, Kanada |
| 2016 | 1.    | Junioren-EM (Juniors) in Bukarest            | bis 67 kg      | vor Elis Manolowa, Aserbaidschan, Chanum Weliewa und Julia Lisowska, Ukraine |
| 2016 | 1.    | Junioren-EM (Juniors) in Macon               | bis 67 kg      | vor Han Yue, China, Alexis Porter, USA und Elis Manolowa |
| 2017 | 1.    | Großer Preis von Spanien in Madrid           | bis 69 kg      | vor Signe Marie Store, Norwegen, Kendra Dacher, USA und Ilana Kratysch, Israel                                                                                                  |
| 2017 | 1.    | Klippan-Lady-Open                            | bis 69 kg      | vor Jenny Fransson, Schweden, Anastasia Bratschikowa, Russland und Naruha Matsuyuki, Japan                                                                                      |
| 2017 | 1.    | U 23-EM i9n Szombathely                      | bis 69 kg      | vor Martina Kuenz, Österreich, Alexandra Nicoleta Anghel, Rumänien und Chanum Weliewa                                                                                           |
| 2017 | 3.    | EM in Novi Sad                               | bis 69 kg      | nach einer Niederlage gegen Anastasia Bratschikowa und Siegen über Sofia Christowa Georgiewa, Bulgarien und Elis Manolowa                                                       |
| 2017 | 1.    | Junioren-EM (Juniors) in Dortmund            | bis 69 kg      | vor Denise Makota Ström, Schweden, Ewgenia Andreitschenko und Elenj Pjollej, Italien                                                                                            |
| 2017 | 3.    | WM in Paris                                  | bis 69 kg      | nach einer Niederlage gegen Sara Dosho, Japan und Siegen über Anastasia Bratschikowa und Martina Kuenz                                                                          |
| 2017 | 1.    | U 23-WM in Bydgoszcz                         | bis 69 kg      | nach Siegen über Krystina Federaschka, Belarus, Buse Tosun, Türkei, Yudari Sanchez Rodriguez, Kuba, Chanum Weliewa und Naruha Matsuyuki; Japan                                  |
| 2018 | 2.    | EM in Kaspiisk                               | bis 68 kg      | nach Siegen über Monika Ewa Michalik und Buse Tosun und einer Niederlage gegen Anastasia Bratschikowa                                                                           |
| 2018 | 1.    | Militär-WM in Moskau                         | bis 72 kg      | vor Zhu Muyie, China und P. Haminepdene, Mongolei |
| 2018 | 1.    | U 23-EM in Istanbul                          | bis 72 kg      | nach Siegen über Nikoletta Renata Szmolka, Polen, Kamile Gaucaite, Litauen, Alexandra Nicoleta Anghel, Rumänien und Anastasia Zimiankowa, Belarus                               |
| 2018 | 1.    | Junioren-WM (Juniors) in Trnava              | bis 72 kg      | vor Jewgenia Zachartschenko, Russland, Naruha Matsuyuki und Shen Fanwen, China                                                                                                  |
| 2018 | 2.    | WM in Budapest                               | bis 68 kg      | nach Siegen über Jang Eun-sil, Südkorea, Navjot Kaur, Indien, Olivia Grace Di Bacco, Kanada und Tamyra Mensah-Stock, USA und einer Niederlage gegen Alla Tscherkassowa, Ukraine |
| 2019 | 1.    | Poland-Open in Warschau                      | bis 72 kg      | nach Siegen über Banzragch Ogunsuren, Mongolei, Victoria Francis, USA und Anna Schell, Deutschland                                                                              |
| 2019 | 10.   | WM in Nur-Sultan (Kasachstan)                | bis 68 kg      | nach einem Sieg über Ambar Garnica Flores, Mexiko und Niederlagen gegen Jenny Fransson, Schweden und Battsetseg Soronzonbold, Mongolei                                          |
| 2019 | 7.    | Militär-Weltspiele in Wuhan (China)          | bis 76 kg      | nach einem Sieg über Randyll Beltz, USA und einer Niederlage gegen Alla Bellinskaya, Ukraine                                                                                    |
| 2020 | 9.    | „Matteo-Pellicone“-Turnier in Rom            | bis 68 kg      | nach einem Sieg über Jauhenija Andreitschikawa, Belarus und Niederlagen gegen Tamyra Mensah-Stock, USA und Blessing Oborududu, Nigeria                                          |

## Französische Meisterschaften
| Jahr | Platz | Altersgruppe | Gewichtsklasse | Ergebnisse                 |
| 2015 | 1.    | Juniors      | bis 65 kg      |                            |
| 2018 | 1.    | Senioren     | bis 76 kg      | vor Cynthia Vanessa Vescan |

Erläuterungen
- alle Wettkämpfe im freien Stil
- WM = Weltmeisterschaften, EM = Europameisterschaften
- Altersgruppe „Cadets“ bis zum 17. Lebensjahr, Altersgruppe „Juniors“ bis zum 20. Lebensjahr